# Corneta china

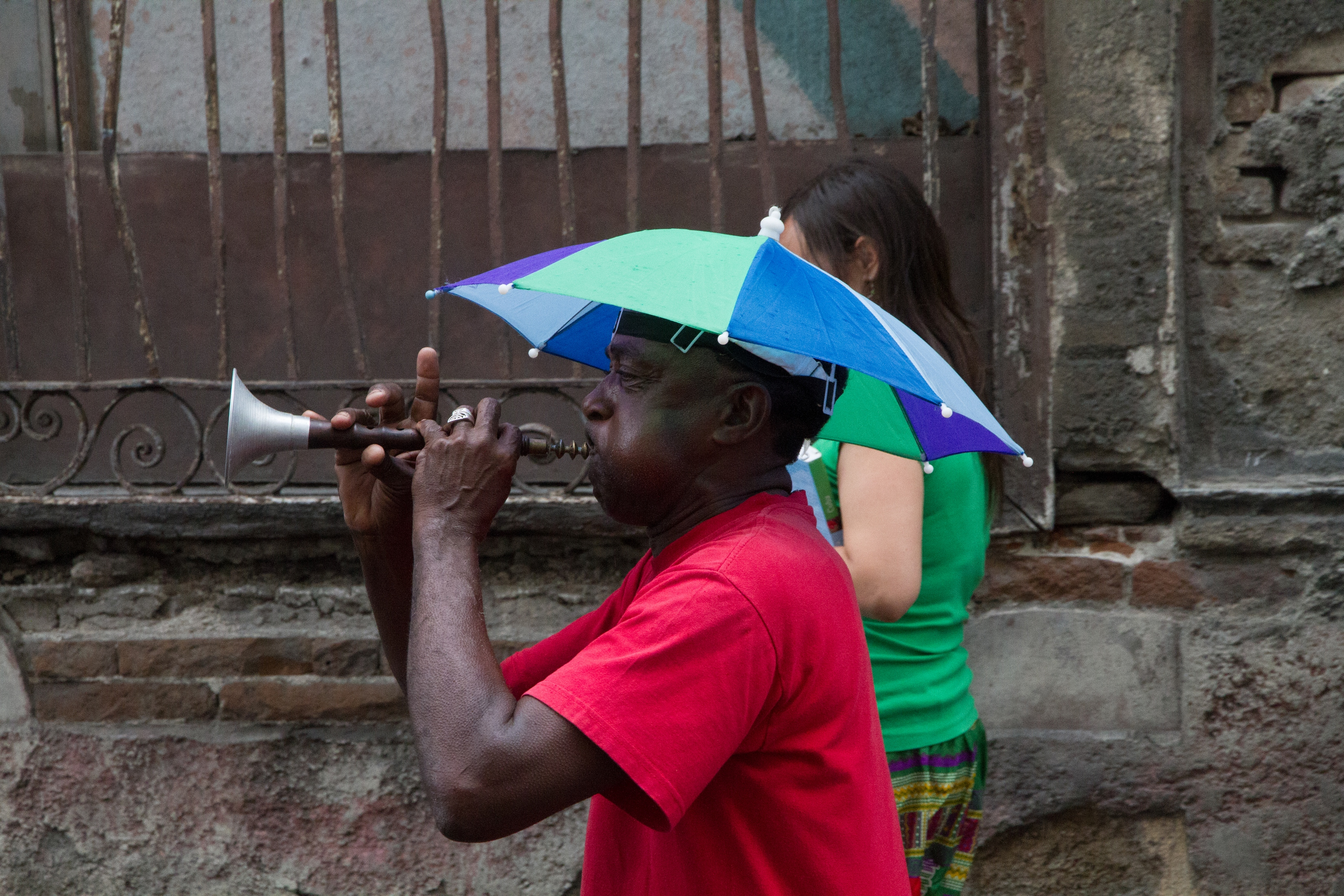
Trompeta (corneta) china, Conga de Tivoli, Santiago di Cuba, 2011.

La corneta china (cornetta cinese), conosciuta anche come trompeta china (tromba cinese), uno strumento a fiato utilizzato nella musica tradizionale cubana, è in realtà la suona cinese. La suona fu introdotta a Cuba dagli immigrati cinesi durante il periodo della colonia spagnola. Dal 1848, molti coolie cinesi arrivarono a Cuba, raggiungendo il numero di circa 100.000 nel 1860.
L'uso della corneta china nella conga del carnevale di Santiago, iniziò con l'arrivo dei primi immigrati cinesi sull'isola. La corneta china divenne parte integrante e obbligatoria della comparsa di Santiago, in cui tutta la gente danza per le strade, seguendo il suono della conga guidata dalla corneta china. L'uso di questo strumento è stato anche incorporato in alcune forme del son. I suonatori della corneta china non sono solitamente di origine o ascendenza cinese. Lo stile dello strumento è più vicino alla scala diatonica della musica creola cubana che alla scala pentatonica tipica della suona tradizionale cinese.
Oltre a questo uso a Cuba, il sassofonista e flautista jazz canadese Jane Bunnett ha usato la corneta china nel suo gruppo jazz afro-cubano.

## Lacorneta chinanella letteratura
L'uso della corneta china nei carnevali cubani e nelle comparsas della quartiere cinese de L'Avana sono stati raccolti e descritti nel romanzo La isla de los amores infinitos (L'isola degli amori infiniti), dello scrittore cubano Daína Chaviano.